# Saint-Lézer
Saint-Lézer is een gemeente in het Franse departement Hautes-Pyrénées (regio Occitanie). De plaats maakt deel uit van het arrondissement Tarbes. De gemeente telde 434 inwoners op 1 januari 2022.

## Geschiedenis
De heuvel Castelbieilh is al sinds de Bronstijd bewoond. Deze heuvel beheerste de toegang tot de vallei van de Adour. Hier kwam omstreeks 700 v.Chr. een nederzetting van de Aquitani. Ook nadat de Romeinen in 56 v.Chr. de Aquitaanse stam der Bigerri onderwierpen, bleef de plaats bewoond. Rond het jaar 400 werd de plaats versterkt als verdediging van de hoofdstad van Bigorre, Tarbes, tegen de invallen van Germanen. Deze versterkte plaats werd bekend onder de naam Castrum Bigorra. De verdedigingsmuur met torens en poorten was 940 meter lang, twee meter breed en zeven meter hoog, en het gebied binnen de muur was vijf ha groot. In de 6e eeuw kwam hier een abdij die twee eeuwen later door de Vikingen werd vernield. In de 11e eeuw kwamen hier een feodale burcht en een parochiekerk. En het klooster werd een priorij van de Abdij van Cluny. De priorij en de plaats werden genoemd naar de 5e-eeuwse bisschop van Couserans die heilig werd verklaard.
Het klooster bleef bestaan tot de Franse Revolutie en werd daarna verkocht en afgebroken om te dienen als bouwmateriaal.

## Geografie
De oppervlakte van Saint-Lézer bedroeg op 1 januari 2022 11,17 vierkante kilometer; de bevolkingsdichtheid was toen 38,9 inwoners per km².
De onderstaande kaart toont de ligging van Saint-Lézer met de belangrijkste infrastructuur en aangrenzende gemeenten.

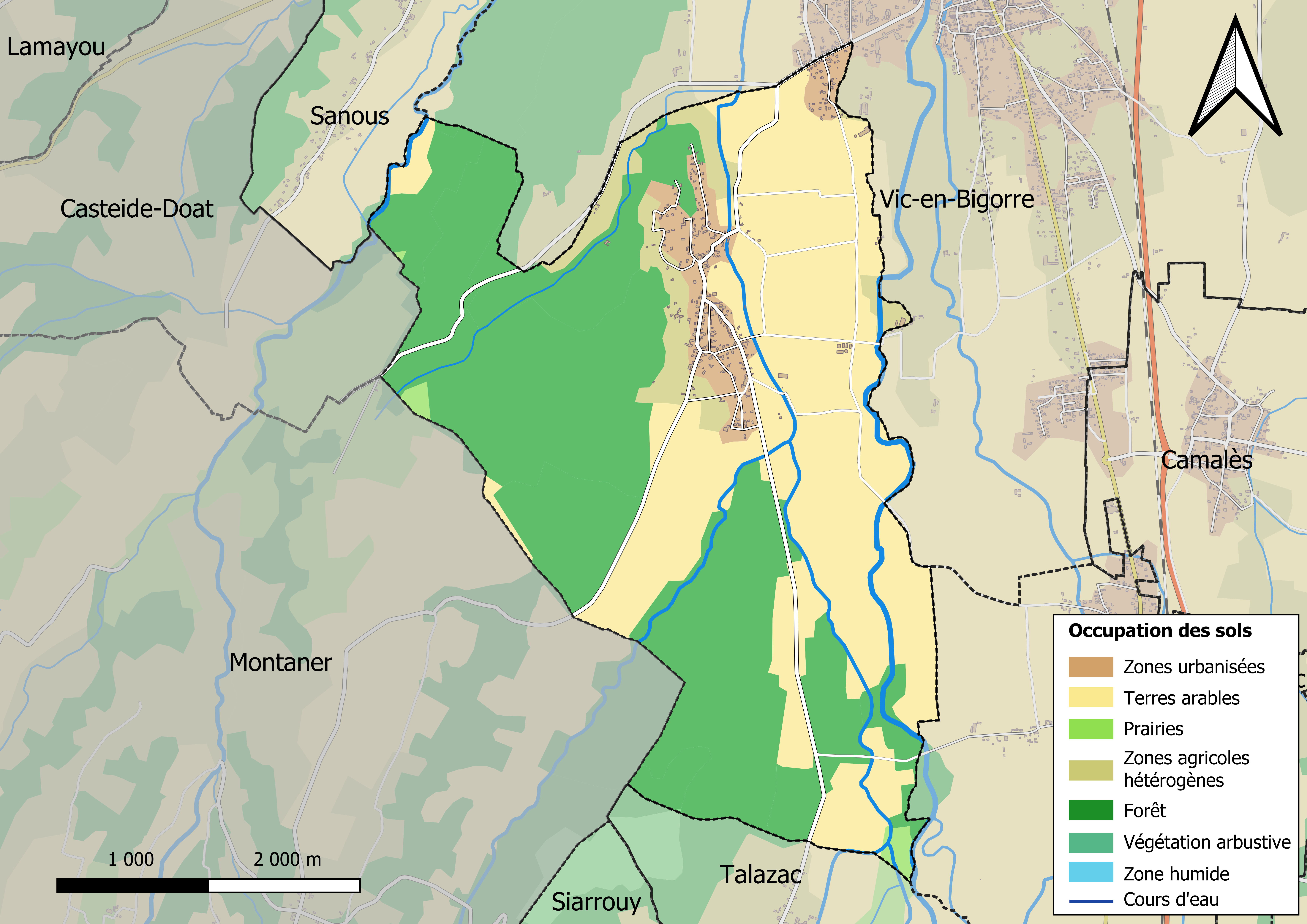

## Demografie
Onderstaande figuur toont het verloop van het inwonertal (bron: INSEE-tellingen).